# 空字符
空字符（Null character）又稱結束符，縮寫NUL，是一個數值為0的控制字符。在許多字符编码中都包括空字符，包括ISO/IEC 646（ASCII）、C0控制碼、通用字符集、Unicode和EBCDIC等，幾乎所有主流的程式語言都包括有空字符。
這個字符原來的意思類似NOP指令，當送到列表機或終端機時，設備不需作任何的動作（不過有些設備會錯誤的列印或顯示一個空白）。
空字符在C語言及其衍生語言及許多資料型態中都非常的重要，在C語言中空字符是字串的結束碼，這樣的字串稱為空字符終止字串或ASCIIZ字串。因此字串的長度可以為任意自然數，但需多增加一個字元的空間儲存空字元。

## 表示方式
在程式源代碼的字串或字元常數中，常用转义序列\0表示空字符。在C語言及其衍生語言中，\0不是一個單獨的转义序列，而是一個以八進位表示常數，而常數的數值為0，\0後面不能接0至7的數字，不然會視為是一個八進位的數字。其他語言表示空字符的方式包括\000、\x00、Unicode表示法的\u0000或是\z。在URL中可以用%00表示空字符，若是配合不正確的輸入驗證，會造成一個稱為「空字符注入」（null byte injection）的计算机安全隐患，可能會導致安全性的問題。
有時在文件中會用一個其中有NUL字元，大小和一般英文字母同寬的符號來表示空字符。在Unicode中有一個字元是對應空字符的視覺表示方式，即「NUL符號」U+2400 (␀)，但在Unicode中真正的空字符是U+0000。
程式語言會自動在字串結尾加上結束符，不需由程式員自己打上去。
例如以下的C++代碼：
```
char
 
str
[]
 
=
 
"Wikipedia"
;

cout
 
<<
 
str
 
<<
 
endl
;

```

| i      | 0 | 1 | 2 | 3 | 4 | 5 | 6 | 7 | 8 | 9  |
| str[i] | W | i | k | i | p | e | d | i | a | \0 |

9個字符加上結束符，該字串的長度是10。當程式員使用 cout 打印字串到顯示屏，C++程式便由 str 第0格開始，一直打印到結束符。當然，結束符本身並不會列印。